# Kiko Mizuhara
Audrie Kiko Daniel Mizuhara (née le 15 octobre 1990 à Dallas), connue sous le nom de Kiko Mizuhara (水原 希子, Mizuhara Kiko), est une mannequin, actrice, chanteuse et designer américano-japonaise, qui vit au Japon depuis son enfance.

## Biographie
Kiko Mizuhara commence sa carrière de mannequin à l'âge de douze ans en participant à un concours pour le magazine japonais Seventeen dans lequel les lecteurs choisissaient leur nouvelle personnalité préférée pour représenter le magazine. Plus tard, elle a signé un contrat pour travailler en tant que mannequin au sein des magazines ViVi et MAQUIA. Elle a fait ses débuts au cinéma en 2010 dans le film La Ballade de l'Impossible et a depuis régulièrement eu des rôles sur le grand écran. Elle a notamment joué dans les drames japonais Yae no sakura, Shitsuren Chocolatier et Nobunaga Concerto. Elle a également collaboré avec Opening Ceremony, ce qui a mené les chanteuses Rihanna  et Beyoncé  à porter ses créations. En 2014, Kiko Mizuhara a été incluse dans une liste recensant les 500 personnes qui influencent le plus l'industrie mondiale de la mode.
En 2019, elle a participé à l'émission Queer Eye diffusée sur Netflix dans une saison exclusivement consacrée au Japon, en tant que guide pour les cinq animateurs de l'émission.

## Filmographie
- 2011 : La Ballade de l'impossible (ノルウェイの森, Noruwei no mori?) de Trần Anh Hùng : Midori Kobayashi
- 2012 : Helter Skelter (ヘルタースケルター, Herutā sukerutā?) de Mika Ninagawa : Kozue Yoshikawa
- 2012 : I'm Flash! de Toshiaki Toyoda
- 2013 : Purachina deita  (プラチナデータ?) de Keishi Ōtomo : Saki Tateshina
- 2014 : Trick The Movie: Last Stage (トリック劇場版 ラストステージ, Torikku gekijō ban rasuto suteiji?) de Yukihiko Tsutsumi : Shaman
- 2015 : L'Attaque des Titans (進撃の巨人, Shingeki no kyojin?) de Shinji Higuchi : Mikasa (film en deux parties)
- 2016 : Nobunaga Concerto: The Movie (信長協奏曲, Nobunaga koncheruto?) de Hiroaki Matsuyama : Ichi
- 2016 : Kōdai-ke no hitobito (高台家の人々?) de Masato Hijikata (ja) : Shigeko Kodai
- 2017 : The Blue Hearts (ブルーハーツが聴こえる?) (segment réalisé par Shin'ichi Kudō)
- 2017 : Okuda Tamio ni naritai bōi to deau otoko subete kuruwaseru gāru (奥田民生になりたいボーイと出会う男すべて狂わせるガール?) de Hitoshi Ōne (ja) : Akari Amami
- 2021 : Aristocrats (あのこは貴族, Anoko wa Kizoku) de Yukiko Sode : Miki Tokioka
- 2021 : Ride or Die (彼女, Kanojo) de Ryūichi Hiroki : Rei Nagasawa